# Funaria anomala
Funaria anomala là một loài Rêu trong họ Funariaceae. Loài này được Jur. mô tả khoa học đầu tiên năm 1865.